# بطولة الأمم الخمس 1924
بطولة الأمم الخمس 1924 (بالإنجليزية: 1924 Five Nations Championship)‏ هو الموسم 37 من  بطولة الأمم الخمس. كان عدد الأندية المشاركة فيه  5، وفاز فيه منتخب إنجلترا الوطني لاتحاد الرغبي.